# Rivarotta (Rivignano Teor)
Rivarotta (Rivarote in friulano) è una frazione del comune di Rivignano Teor, in provincia di Udine.
Si trova all'estremità sud del comune, al confine con Palazzolo dello Stella. L'abitato si articola in tre nuclei: il centro vero e proprio (localmente detto Paìs), la località Rive (a ovest, vie Rive e della Croce) e un quartiere di recente urbanizzazione, iniziato verso la metà degli anni 1970 (a sud)

## Monumenti e luoghi d'interesse

### Parrocchiale
È intitolata alla Santissima Trinità e a San Gregorio Magno. L'attuale fu terminato nel 1543 per essere poi ampliato nel 1736-1753 con la costruzione del coro.
Nella sagrestia si conservava un affresco di Giovanni Maria Calderari; oggi in fase di restauro, verrà in seguito collocato all'interno della chiesa. L'orchestra reca bassorilievi e statue lignee dell'artigiano locale Giobatta Frisan detto "Tite Zacarie", mentre a Fred Pittino si deve la porticina del tabernacolo e la progettazione delle invetriate. L'organo è opera di Beniamino Zanin.